# Helsingia
Helsingia (en sueco: Hälsingland) es una provincia histórica (landskap) centro-oriental de Suecia. Está situada en la región de Norrland. En la actual organización territorial de Suecia coincide principalmente con la porción septentrional de la provincia de Gävleborg y en menor proporción con las provincias de Jämtland y Västernorrland. 
Limita con las provincias históricas de Gestricia, Dalecarlia, Herdalia y Medelpadia, y con el mar en el golfo de Botnia.
Históricamente el territorio estaba subdividido en tres partes, correspondientes a las tres poblaciones dotadas de estatuto de ciudad (Hudiksvall que lo obtuvo en 1582; Söderhamn, 1620; y Bollnäs, 1942) y en nueve partidos judiciales (tingslag). Estos partidos eran: Arbrå, Bergsjö, Delsbo, Enånger, Forsa, Helsingia Sudoriental, Helsingia Sudoccidental, Järvsö y Ljusdal.

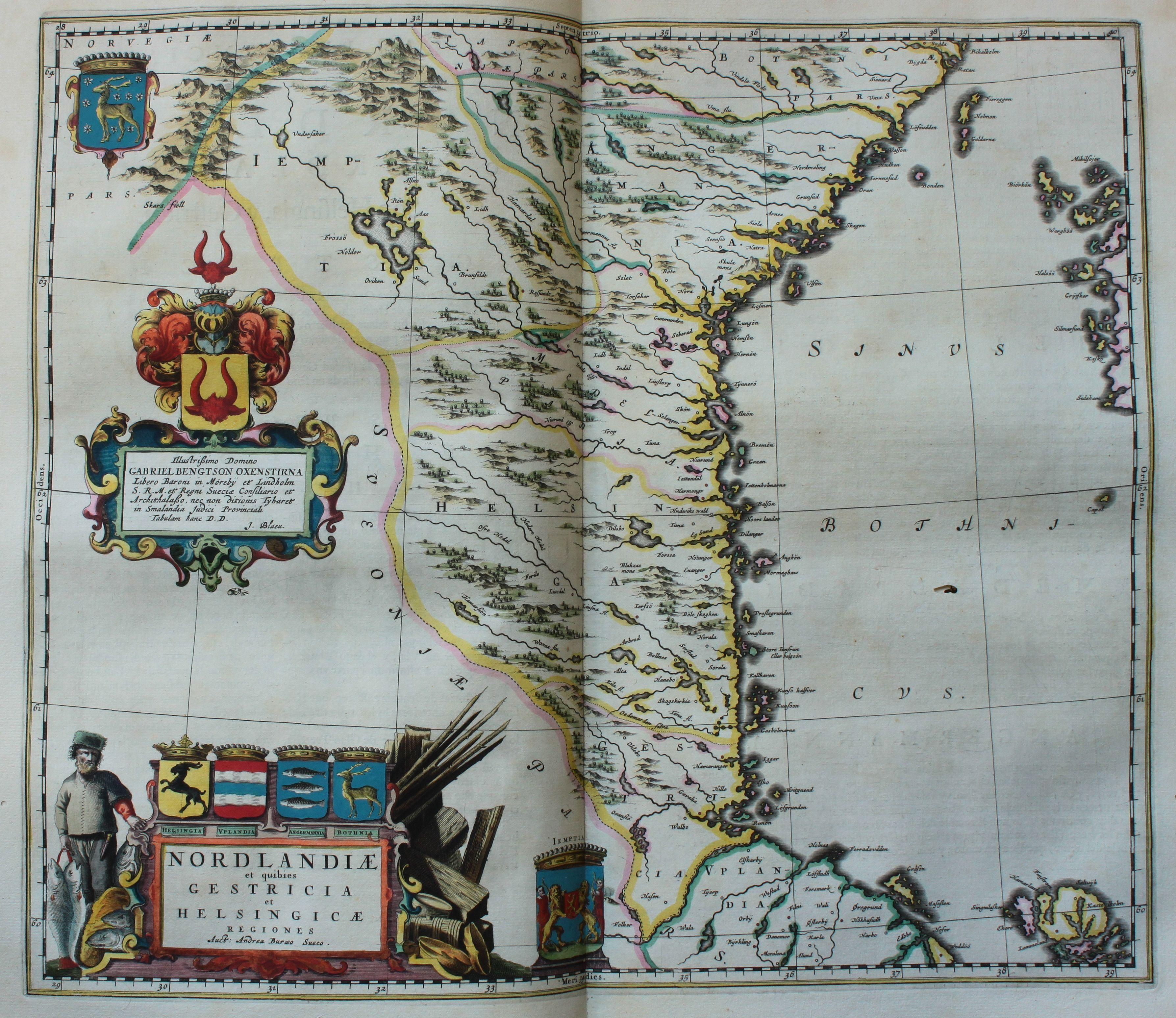
Mapa de Nordland y las regiones de Gestricia y Helsingia (Nordlandiae et quibies Gestricia et Helsingicae regiones), elaborado en Ámsterdam por Joan Blaeu en 1659